# 一月效應
一月效應是從統計學角度分析股市走勢的一種慣常現象，指1月份的回報率往往是「正數」，而且會比其他月份為高；相反在12月的股市回報率很多時會呈現負值。在傳統股市智慧之中，每逢踏入新一年的1月，股市總是升的多，跌的少。最初出現一月效應的國家是美國，然後其他國家的學者也陸續發現一月效應存在其他股市之中。
對於一月效應的出現，學者認為這與美國「資本增值稅」的稅務安排、基金粉飾廚窗、員工的年終分紅及美國年尾的重要假期（感恩節、聖誕節、元旦）有莫大關係。

## 形成原因
依統計1月份的回報率往往跌的少升的多。

## 不可靠
一月效應出現機會率僅超過一半。